# القاسم بن محمد
القاسِم بن مُحمَّد بن عبد الله، ابن الرسول محمد من زوجته خديجة بنت خويلد، وهو أول مولودٍ وُلد له قبل بعثته، وبه كان يُكنّى. تُوفي صغيرًا في مكة.

## حياته
وُلد في مكة قبل بعثة النبي محمد، ولم يُكمل رضاعته، فمات صغيرًا بعد أن بلغ سنًا تمكنه من المشي، فقيل عاش سنتين، وقيل عاش 17 شهرًا، وهو أوّل ولد تُوفي له، وكانت وفاته قبل البعثة النبوية، وقيل بل كانت بعدها، وقد ورد في كتاب مسند الفريابي ما يؤكد وفاته بعد البعثة، حيث ورد أن النبي محمد دخل على خديجة بنت خويلد بعد موت القاسم وهي تبكي فقالت: «يا رَسُول اللهِ دَرّتْ لُبَيْنَةُ القَاسم فلو كَان عَاش حتى يَستكمل رَضَاعَه لَهوّن عَليّ»، فقال لها: «إنّ لَه مُرضِعًا في الجنّة تستكملُ رَضَاعَتهُ»، قَالَ «إن شِئْت أَسَمِعْتك صوته في الجنّة»، فقالت: «بل أُصدّق اللهَ ورسوله».